# Yima (Sanmenxia)
Koordinaten: 34° 45′ N, 111° 53′ O
Die Stadt Yima (chinesisch 义马市, Pinyin Yìmǎ Shì) ist eine kreisfreie Stadt der bezirksfreien Stadt Sanmenxia in der zentralchinesischen Provinz Henan. Sie hat eine Fläche von 100,5 km² und zählt 147.800 Einwohner (Stand: Ende 2018).
Die denkmalgeschützten Hongqingsi-Grotten befinden sich auf ihrem Gebiet.
Die Longhai-Bahn verbindet Yima mit Lanzhou und Lianyungang.